# Laufeia aerihirta
Laufeia aerihirta là một loài nhện trong họ Salticidae.
Loài này thuộc chi Laufeia. Laufeia aerihirta được Arthur T. Urquhart. miêu tả năm 1888.